# Gino Paoli
Gino Paoli (Monfalcone, 23 settembre 1934) è un cantautore, musicista ed ex politico italiano.
Considerato uno dei maggiori esponenti della musica leggera italiana, ha scritto e interpretato brani di vasta popolarità, quali Il cielo in una stanza, La gatta, Che cosa c'è, Senza fine, Sapore di sale, Una lunga storia d'amore, Quattro amici con cui vinse il Festivalbar 1991; ha partecipato a cinque edizioni del Festival di Sanremo; ha collaborato con numerosi colleghi alla realizzazione di album e di singoli di successo; ha composto musiche per colonne sonore di film.

## Biografia

### Inizi
Nasce il 23 settembre 1934 a Monfalcone, in Venezia Giulia, figlio di Aldo Paoli, un ingegnere navale originario di Campiglia Marittima, e di Caterina Rossi, casalinga giuliana; pochi mesi dopo la sua nascita la famiglia si trasferì a Genova, città alla quale rimarrà poi sempre legato, crescendo nel quartiere di Pegli.
L'amore per la musica lo riceve dalla madre pianista. Poco incline agli studi, in Liguria frequenta un gruppo di amici che condividono questa sua stessa passione e che costituiranno il primo nucleo della cosiddetta scuola genovese: Luigi Tenco (con il quale forma il gruppo "I Diavoli del Rock"), Bruno Lauzi, Fabrizio De André, Umberto Bindi, Joe Sentieri, Giorgio Calabrese ed i fratelli Gian Piero e Gian Franco Reverberi.
Saranno proprio questi ultimi, musicisti professionisti, a far convocare a Milano Paoli e i suoi amici Bindi e Tenco per un'audizione presso la Dischi Ricordi, da poco costituitasi come casa discografica. Sotto la direzione artistica di Nanni Ricordi, Gino realizza i suoi primi 45 giri nel 1959 (La tua mano, Non occupatemi il telefono, Senza parole, Sassi) senza ottenere alcun successo. Stesso destino sembra toccare al successivo La gatta, brano autobiografico pubblicato nel 1960, che nei primi tre mesi vende poco più di cento copie. Un incessante passaparola, però, fa sì che più tardi il brano arrivi in classifica, calamitando l'attenzione degli addetti ai lavori e l'interesse del paroliere Mogol, che fa da prestanome al giovane Paoli, non ancora iscritto alla SIAE.
Mogol propone a Mina, cantante già affermata, di incidere Il cielo in una stanza, scritta da Paoli, ma che porta appunto la sua firma come paroliere e quella del maestro Renato Angiolini (che si firma con lo pseudonimo di Toang) come compositore. L'enorme successo di vendite di questo brano, ispirato a Paoli da un bordello, dove si trovava un giorno, e che rimane in classifica per più di sei mesi, sancisce la definitiva affermazione di Gino Paoli come cantautore.
Nel 1961 Gino conosce Ornella Vanoni e intreccia con lei una relazione sentimentale, che ispira alcune delle sue canzoni d'amore più famose: Senza fine, Anche se, Me in tutto il mondo. Del 1961 è anche la sua prima partecipazione al Festival di Sanremo con Un uomo vivo, presentata in coppia con il vincitore dell'anno precedente, Tony Dallara.
Nello stesso anno scrive per Sergio Endrigo la canzone Gli innamorati sono sempre soli, con cui il cantautore istriano partecipa ad aprile al Festival di Diano Marina; in seguito Paoli inciderà il brano, che nella versione di Endrigo resterà inedito.
Sempre nel 1961 iniziano i suoi problemi con l'alcol, nati quasi per gioco dopo una sfida con Sergio Bernardini, proprietario della Bussola di Le Focette, e che andranno avanti per 15 anni, fino al 1976. Dopo la morte del fratello, avvenuta in quel periodo e causata dall'abuso di alcolici, Paoli deciderà di disintossicarsi dal whisky.
Nel 1962, in occasione di una lunga tournée nei locali italiani, incontra Stefania Sandrelli, allora giovanissima attrice, e se ne innamora. Dal loro legame, giudicato scandaloso dalla stampa e dall'opinione pubblica (Paoli era sposato e in attesa di un figlio dalla moglie legittima, mentre la Sandrelli era ancora minorenne), nascerà Amanda Sandrelli, diventata attrice affermata.
Intanto Nanni Ricordi esce dall'omonima casa discografica e approda alla RCA Italiana. Gino lo segue e nel 1963 incide quello che si rivelerà il 45 giri di maggior successo di tutta la sua carriera: Sapore di sale, arrangiato da Ennio Morricone e Gato Barbieri al sassofono. 
Paoli ha negato le voci secondo cui Stefania Sandrelli avrebbe ispirato la canzone.
Sapore di sale partecipa al Cantagiro e Gino avrà in questa occasione l'impatto con il grosso pubblico. Un'altra hit di successo, Che cosa c'è, del medesimo periodo, diventerà negli anni un classico del repertorio di Paoli.

### Tentato suicidio
L'11 luglio 1963, anche a causa di una serie di difficoltà e di crisi sentimentali, Paoli tenta il suicidio sparandosi un colpo di pistola al cuore. Al riguardo dirà:
Nonostante quanto dichiarato dal cantante (« [...] il proiettile bucò il cuore...»), l'ogiva in realtà non perforò il miocardio ma si fermò nel torace senza intaccare organi vitali. Tuttavia la vicinanza ad esso ne rese troppo rischiosa la rimozione dal mediastino, sicché da quel giorno vive con il proiettile nel pericardio.

### Crisi
Nel 1964 partecipa al Festival di Sanremo con Ieri ho incontrato mia madre, in coppia con Antonio Prieto. La canzone ottiene un buon successo arrivando alla serata finale del Festival.
Dopo alcune canzoni non scritte da lui (Lei sta con te, Rimpiangerai rimpiangerai) e un album registrato in studio ma dal vivo e in presenza di pubblico (Gino Paoli allo Studio A), si chiude il contratto con la RCA. Gino firma con la CGD, ma il suo periodo d'oro è terminato. La successiva partecipazione a Sanremo con La carta vincente è del 1966, ma il brano non arriva in finale. Nel 1967 pubblica l'album Gino Paoli e the Casuals (6 Brani cantati da Paoli), ma il successo commerciale è limitato.
Per anni Gino Paoli non sarà più sotto i riflettori, ricomincia a suonare per pochi soldi nelle balere e nei night della Liguria, dove racconta di aver imparato a cantare, ed è di questo periodo l'incontro con la droga, da cui riesce a liberarsi solo dopo un terribile incidente automobilistico che non ha conseguenze sulla sua salute.
Sul finire degli anni sessanta pubblica alcuni 45 giri, tra cui Se Dio ti dà (in gara a Un disco per l'estate 1968), Come si fa (1969), Il tuo viso di Sole (1969), brani che verranno successivamente inseriti nell'album Le due facce dell'amore (1971). Si dedica anche all'attività di talent-scout, scoprendo e lanciando Viola Valentino, per cui nel 1968 produce il 45 giri di debutto.

### Periodo impegnato

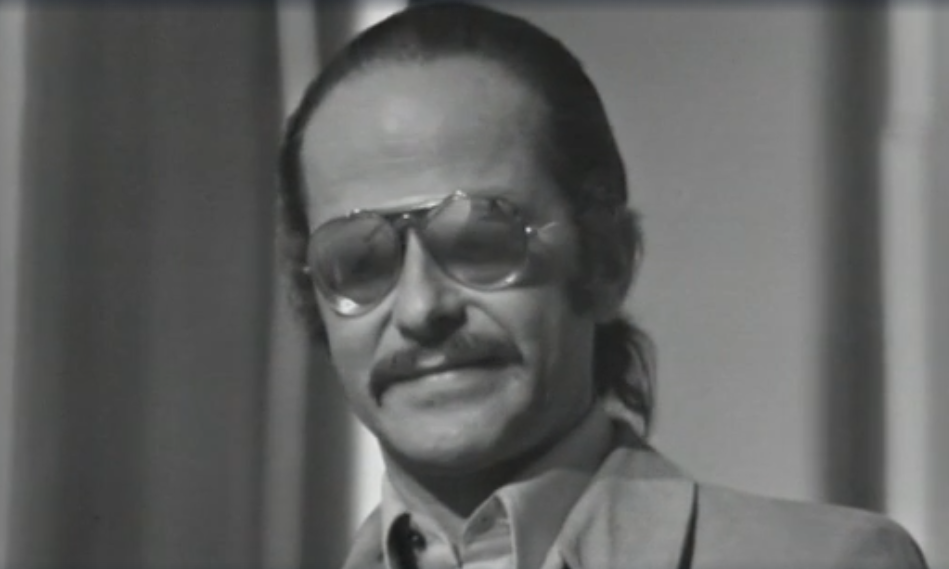
Gino Paoli concorrente nella quarta puntata di Canzonissima 1971, dove non passerà alla fase successiva

Dopo alcuni anni di silenzio, Paoli torna nel 1971 con una trilogia di album incisi per la Durium: Le due facce dell'amore, già citato Rileggendo vecchie lettere d'amore e Amare per vivere: lanciati da Renzo Arbore nelle sue trasmissioni televisive e radiofoniche, questi album testimoniano una visione più matura e concreta della vita, ma il loro successo sarà limitato ad un pubblico di estimatori. In questi anni Paoli si afferma come editore musicale grazie all'acquisizione dei diritti dei successi dei Bee Gees. Le royalties che percepisce attraverso la casa di edizioni Senza fine gli garantiranno una dignitosa sopravvivenza anche quando le altre attività, come ad esempio la gestione di un locale sulla Riviera ligure, si saranno rivelate fallimentari.
Il successo di critica lo spingerà successivamente a pubblicare altri lavori "d'autore", come I semafori rossi non sono Dio, interamente basato su pezzi del cantautore catalano Joan Manuel Serrat, Ciao, salutime un po' Zena cantato in genovese, Il mio mestiere (33 giri doppio) e Ha tutte le carte in regola, quest'ultimo dedicato a Piero Ciampi. I brani dell'album sono dello stesso autore livornese, reinterpretati da Paoli.
Minore successo avranno invece i suoi singoli, alcuni dei quali parteciperanno senza fortuna a manifestazioni quali Un disco per l'estate; sono prodotti ben curati e ben arrangiati, ma il grosso pubblico li snobba e i dischi non entrano in classifica. Tra i titoli: Non si vive in silenzio, Un amore di seconda mano, La ragazza senza nome. Ha scritto insieme a Carmelo Carucci il brano Di vero in fondo, cantato anche da Patty Pravo. Ha anche scritto le canzoni Sulla strada che porta al mare e Addio, interpretate da Donatella Moretti.

### Ritorno
Il grande successo di pubblico torna inaspettatamente con Una lunga storia d'amore, che Paoli compone in origine per la colonna sonora de Una donna allo specchio, film del 1984 interpretato dalla Sandrelli, e che diventerà in seguito un evergreen al pari dei suoi vecchi successi. Il brano verrà inserito nell'LP: La Luna e il Sig. Hyde uscito nell'ottobre 1984, che insieme ad Averti addosso (canzone premiata al club Tenco) spingerà l'album in classifica.

Nel 1985 Gino Paoli e Ornella Vanoni portano in giro per l'Italia un tour trionfale, da cui verrà realizzato il doppio album live Insieme, che ottiene un grande successo. In quel medesimo periodo escono tra gli altri: Ti lascio una canzone, Cosa farò da grande (1986) e Questione di sopravvivenza (1988), brani che ottengono un consenso di pubblico.
Nel 1989, su invito personale del patron Aragozzini partecipa al Festival di Sanremo con Questa volta no: il brano era stato già pensato per Ornella Vanoni, anche lei al Festival, nell'album Il giro del mio mondo. Paoli non pubblica il 45 giri, caso piuttosto insolito per la manifestazione canora. La versione in studio sarà edita solamente nel 45 giri "edizione juke-box", abbinata con Come mi vuoi di Eduardo De Crescenzo: inserita anche in una delle compilation di Sanremo, non è in versione integrale. Paoli la includerà nella raccolta live Gino Paoli '89 dal vivo. La canzone, classificatasi al 13º posto, avrà il merito di riportare l'esecuzione dal vivo a Sanremo dopo dieci edizioni: nella serata finale, infatti, gli sarà permesso di eseguirla facendosi accompagnare dai suoi musicisti, invece che cantarla dalla base musicale come aveva fatto nelle serate precedenti e come avevano fatto, con le altre canzoni, tutti gli altri partecipanti per l'intero decennio.
Il 1991 è l'anno del suo grande successo con Matto come un gatto, album il cui brano trainante Quattro amici vincerà il Festivalbar. Sulla coda di questa composizione vi è una citazione di Vita spericolata, brano di Vasco Rossi, dove si ode la voce dello stesso cantautore modenese nel ritornello («e poi ci troveremo come le star...»).
Nel 1992 esce l'album Senza contorno solo... per un'ora, ennesima raccolta di suoi vecchi brani di successo con gli inediti Senza contorno e La bella e la bestia, canzone composta per i titoli di coda della versione italiana dell'omonimo film della Disney e cantata con la figlia Amanda Sandrelli.
Nel 1996 esce Appropriazione indebita, in cui Paoli rielabora alcuni classici di Charles Aznavour, James Taylor, John Lennon e di altri grandi musicisti internazionali.

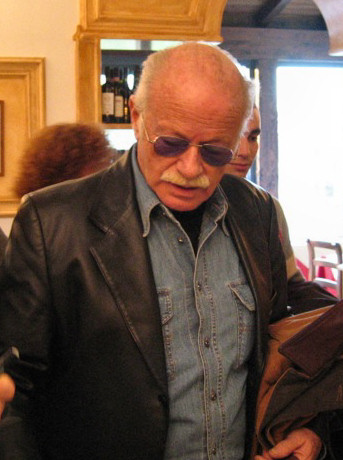
Gino Paoli nel 2004

Nell'ottobre 1998 esce Pomodori, un album in cui spicca il brano dedicato a Marcello Mastroianni, Noi che non ci siamo accorti. Il disco è composto da canzoni ben scritte e melodie orecchiabili, (Pomodori, Lacrime di coccodrillo, Babbo Natale e Maria). Merita una citazione anche il brano Il cane nero. Nonostante siano di buon livello un po' tutti i brani contenuti nel disco, l'album non arriva al grande pubblico.
Il 2002 è l'anno del ritorno a Sanremo con Un altro amore, che si classifica terzo e vince il premio della critica per il miglior testo dell'anno.
Nel 2004 esce il disco di inediti Ti ricordi? No, non mi ricordo, realizzato con Ornella Vanoni. Da esso parte un nuovo tour, che li porta a duettare ancora insieme nei teatri d'Italia e che vede l'uscita di un doppio live l'anno successivo.
Nel 2007 viene pubblicata la raccolta Milestones - Un incontro in jazz, che testimonia l'inizio della collaborazione di Gino Paoli con alcuni dei maggiori jazzisti italiani, artisti come Enrico Rava, Danilo Rea, Flavio Boltro, Rosario Bonaccorso e Roberto Gatto.
Nel 2009 prende parte alla stesura del testo della canzone Domani, scritta per solidarietà ai cittadini abruzzesi colpiti dal sisma del 6 aprile dello stesso anno. Non parteciperà, però, alla registrazione della canzone.
All'inizio del 2009 esce Storie, album contenente 12 canzoni molto curate negli arrangiamenti; di pregevole fattura sono i brani Il nome, La falena, L'uomo che vendeva domande e La signora e Mauri, quest'ultima dedicata ad un amico scomparso.
Nel 2012 scrive "Santo Me" che entra a far parte del volume 3 di "Capo Verde, terra d'amore", progetto di Alberto Zeppieri per il Programma di Alimentazione Mondiale delle Nazioni Unite.
Lo stesso anno collabora con il pianista jazz Danilo Rea per l'album  Due come noi che..., una raccolta davvero splendida di brani di Paoli più alcune cover, progetto che si rivelerà un vero successo di critica e di concerti sold out. Nel 2013 Paoli-Rea replicano con un ennesimo riuscito disco dedicato alla tradizione napoletana  Napoli con amore. 
Il capitolo finale della loro collaborazione arriva quattro anni dopo, nel 2017, con 3, album dedicato alla chanson francese che ha influenzato il giovane Paoli ad inizio carriera. La toccante sensibilità interpretativa e il magico feeling tra i due musicisti, in questi tre album, è stata molto apprezzata da appassionati e critica.
Nel 2019 esce il sorprendente doppio album  Appunti di un lungo viaggio . La prima parte dell'album, con ancora al piano Danilo Rea, comprende le personali/originali Canzoni interrotte dove spiccano in particolare i momenti emozionanti di Estate. La seconda parte è una compilation finemente arrangiata (Roma Jazz String Orchestra con il trio jazz Rita Marcotulli, Ares Tavolazzi, Alfredo Golino) dei brani storici paoliani.

### Scoperte e collaborazioni

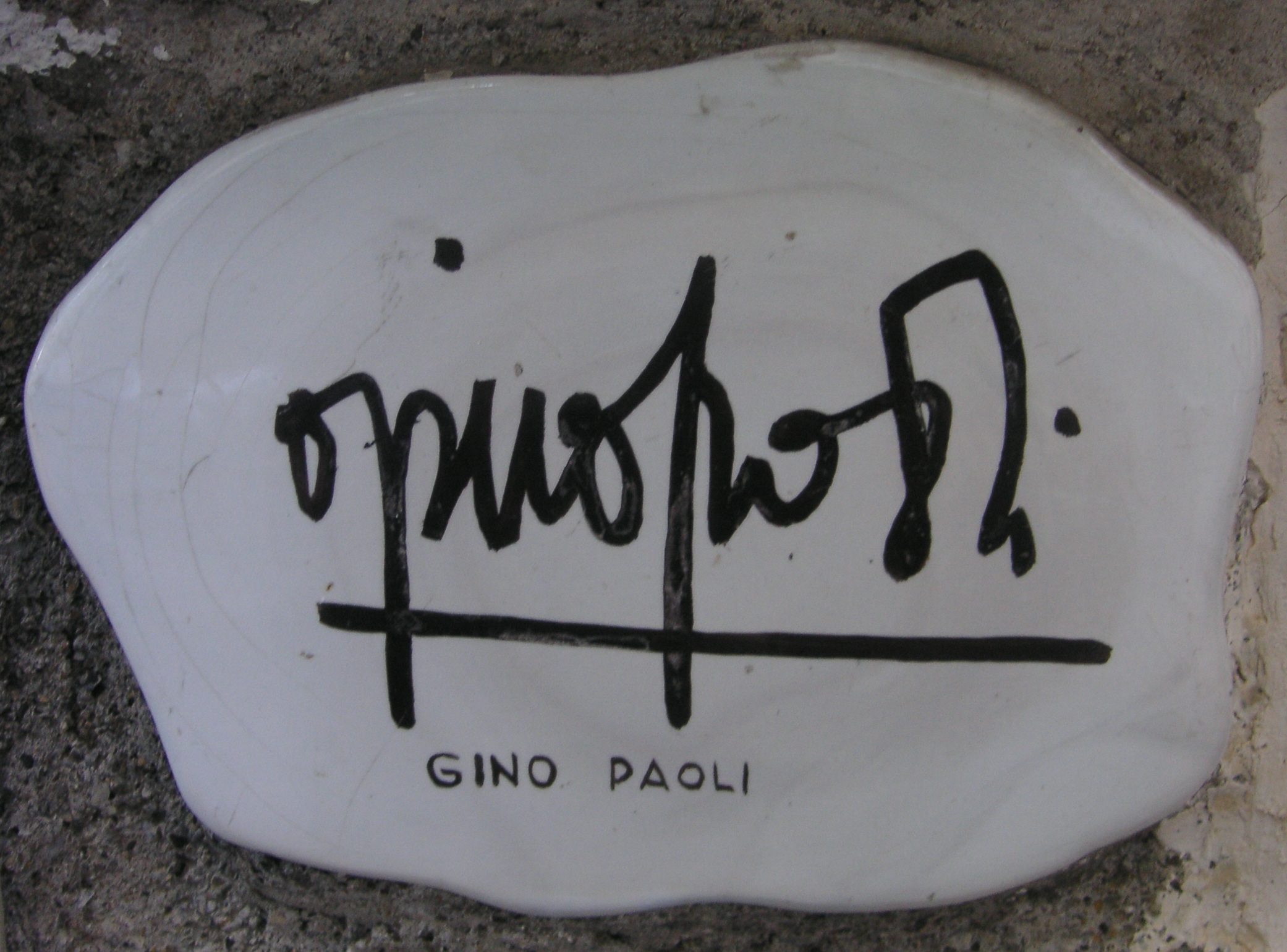
Autografo di Gino Paoli sul Muretto di Alassio

Come talent scout, Gino Paoli scopre e lancia due dei più grandi nomi della musica italiana: Lucio Dalla e Fabrizio De André. Quale paroliere, nel periodo RCA, si occupa della traduzione e dell'adattamento italiano delle canzoni dei cantautori francesi Alain Barrière e Charles Aznavour (Devi sapere). Sue inoltre sono le traduzioni di Ne me quitte pas di Jacques Brel (Non andare via) e successivamente di Avec le temps di Léo Ferré (Col tempo), della quale farà anche l'interpretazione.

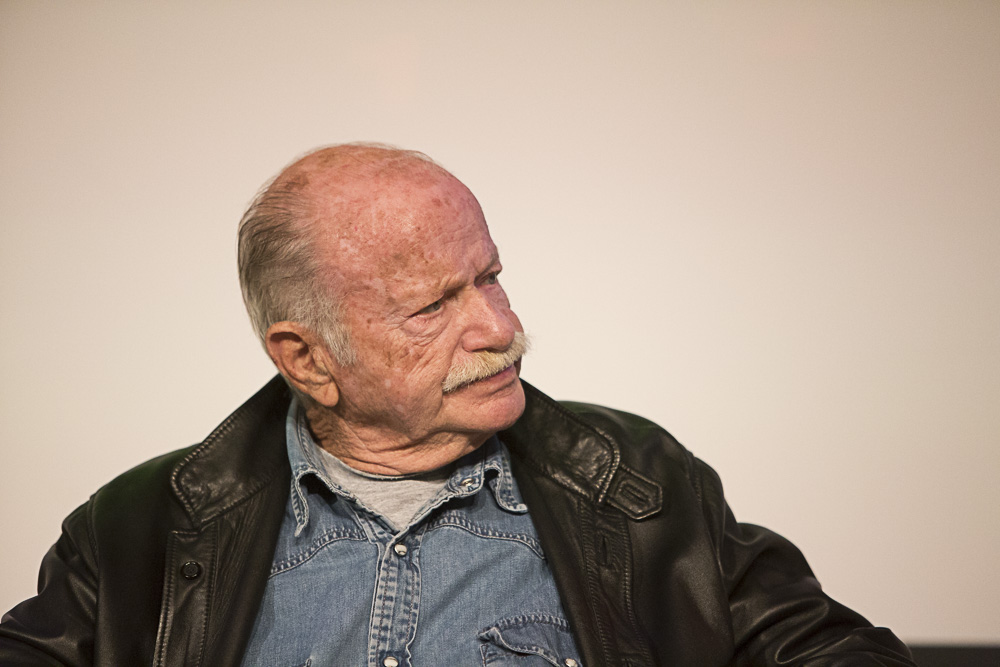
Gino Paoli al Premio Chiara nel 2018

Molte canzoni scritte da Paoli sono state interpretate o reinterpretate da colleghi di rilievo nazionale e internazionale, anche molto distanti dal suo tipo di approccio musicale. In Italia, oltre alle già citate Mina e Ornella Vanoni, tra i suoi innumerevoli interpreti si trovano: Giorgia Todrani, Claudio Villa, Carla Boni, Umberto Bindi, Luigi Tenco (di cui Paoli è stato peraltro grandissimo amico), Gianni Morandi, Carmen Villani, Patty Pravo, Franco Battiato, Marco Masini (nell'album Tozzi-Masini), Franco Simone. L'incontro del jazz con la sua musica risale già agli anni sessanta, quando il chitarrista Wes Montgomery, nel suo album del 1967 Movin' Wes inserisce una cover di Senza fine.
La collaborazione con la Pravo dà origine a splendide esecuzioni della cantante veneziana di Non andare via (Ne me quitte pas) del 1970 e Di vero in fondo del 1971.
Nel 1986 Paoli scrive con Zucchero Fornaciari i successi Come il sole all'improvviso e Con le mani.
Nel 1987 scrive per Marcella Bella Tanti auguri, presentata al Festival di Sanremo e Per il riso, per il pianto, ma decide di non firmare i pezzi per restare estraneo alla manifestazione canora.
Nel 1992, anche se non in prima persona, produce il disco di Andrea Monteforte, che porta a Sanremo per la sezione novità una canzone dal titolo Principessa scalza, che non arriva in finale.
Nel 1995, scrive per la cantante Giorgia Todrani il testo di Di che segno sei, canzone inclusa nell'album della cantante romana Come Thelma & Louise. Nel 1999 la giovane cantante riprende la famosa canzone del 1960 scritta da Gino Paoli, Il cielo in una stanza e la reinterpreta e riarrangia in versione Pop e orecchiabile, con l'aggiunta di un pezzo rappato dopo il primo ritornello. La canzone è stata utilizzata da Carlo Vanzina per l'omonimo film.
Nel 2000 collabora con Giuliano Palma and The Bluebeaters nelle cover di due pezzi storici: Domani e Che Cosa C'è. Quindi avvicina e opera con poeti come Alda Merini, Edoardo Sanguineti.
Il 25 novembre 2016 viene resa nota la collaborazione con Sergio Cammariere. Paoli ha composto il testo di Cyrano, brano contenuto in Io, nono album in studio del cantautore calabrese. Della canzone è stato anche realizzato un videoclip ufficiale, reso noto sul canale YouTube di Cammariere, e vede come protagonisti i due cantautori italiani intenti a registrare il brano dividendosi tra studi di registrazione e un paesaggio bucolico.
Nel 2022 è tra i protagonisti del docufilm La nuova scuola genovese, ideato da Claudio Cabona e diretto da Yuri Dellacasa e Paolo Fossati. Il progetto racconta il filo rosso che lega il rap ligure alla grande scuola della canzone d'autore. Il documentario è entrato in classifica fra i primi dieci film più visti al cinema di quel periodo.
Nel 2023 appare sul disco "Etiliko Romantiko" del suo amico Tonino Carotone, con il rifacimento del brano "Il cielo in una stanza" in duetto con l'artista spagnolo.

## Vita privata
Dalla prima moglie, Anna Fabbri, Paoli ha avuto un figlio, Giovanni (1964-2025). Al tempo, il cantante è già affermato e la sua vita privata finisce sui giornali dell'epoca per via della sua relazione con Stefania Sandrelli, ancora minorenne, che si scopre poi essere incinta di Amanda, nata il 31 ottobre 1964 e chiamata con il cognome materno.
Sempre negli anni sessanta e proseguendo negli anni settanta, inizia la lunga e tormentata relazione con Ornella Vanoni, con la quale poi torna a collaborare professionalmente negli anni duemila, ottenendo successo con la tournée dal titolo allusivo Ti ricordi? No, non mi ricordo.
È sposato dal 1991 con la modenese Paola Penzo, autrice di alcuni suoi brani, con la quale ha avuto altri tre figli: Nicolò (1980), Tommaso (1992) e Francesco (2000).

## Attività politica
Nel 1987 Paoli si presenta alle elezioni politiche, venendo eletto come deputato fra le file del Partito Comunista Italiano (poi PDS), anche se in Parlamento si iscrive al Gruppo Indipendente di Sinistra in quanto non si è mai tesserato in alcun partito politico. Nel 1992 dà l'addio all'attività politica professionale, non venendo rieletto parlamentare nelle liste del PDS.
Ha ricoperto anche il ruolo di assessore alla Cultura nel comune di Arenzano.
Nel 2007 in un'intervista all'Espresso ha dichiarato: "Sono anarchico da sempre. Il gene dell'anarchia l'ho ereditato da mio nonno, analfabeta, che conosceva a memoria gli scritti di Carlo Cafiero, le canzoni di Pietro Gori, l'autore di Addio a Lugano, e anche la Divina Commedia".

## SIAE
Il 6 luglio 2011 è tra i principali firmatari dell'appello promosso dalla SIAE, atto a sostenere l'azione affinché venga difesa e approvata, nella sua prima e più stringente stesura, la delibera AgCom (presieduta da Corrado Calabrò) 668/2010; delibera che dichiara lo scopo di combattere possibili violazioni del diritto d'autore e di proteggere gli interessi economici legati all'industria discografica e del multimediale in rete.
È stato eletto presidente della SIAE il 17 maggio 2013. Il suo programma resta quello di combattere la pirateria e di favorire il diritto d'autore.
Il 24 febbraio 2015 si dimette da tale incarico in seguito alle accuse di presunta evasione fiscale dichiarando alla stampa: "Non ho commesso reati. Difenderò la mia dignità".

## Procedimenti giudiziari
- Il 20 settembre 1962, mentre transitava ad alta velocità per via Palmanova a Milano, un sorpasso avventato della Fiat 1300 noleggiata e guidata da Paoli causò uno scontro frontale nel quale morì l'amico Vittorio Faber, paroliere e arrangiatore di alcune sue canzoni. In seguito a questo sinistro gli fu ritirata la patente di guida e, il 12 marzo 1964, Paoli fu condannato a 7 mesi di reclusione con il beneficio della condizionale dal Tribunale di Milano.[11] Riottenuta la patente, a tre anni di distanza dal primo incidente e nella stessa città, Paoli si schiantò contro un albero ad alta velocità con la sua Ferrari 275 GTS, distruggendola.[12] Al suo fianco viaggiava il futuro discografico Alfredo Cerruti, che negli anni settanta avrà una relazione con Mina.
- Nel 1963, in seguito al tentato suicidio, fu condannato a una multa di 60 000 lire per possesso illegale di arma da fuoco, per cui nel 2005 ha chiesto la riabilitazione penale.[13]
- Il 20 febbraio 2015 viene iscritto nel registro degli indagati dalla procura di Genova per evasione fiscale: nel 2008 avrebbe sottratto al fisco italiano 2 milioni di euro, frutto delle esibizioni alle feste dell’Unità, trasferendoli illecitamente in un istituto di credito svizzero facendo mancare 800 000 euro nella dichiarazione dei redditi del 2009. Nel contempo vengono perquisite anche le sue tre società e la sua abitazione di Genova.[14] Nel luglio 2016 il reato di evasione fiscale è prescritto e il PM chiede l'archiviazione (non è possibile determinare con certezza la data di inizio dell'evasione), nonostante Paoli avesse concordato con l’Agenzia delle Entrate una rateizzazione per estinguere il debito.[15]

## Discografia

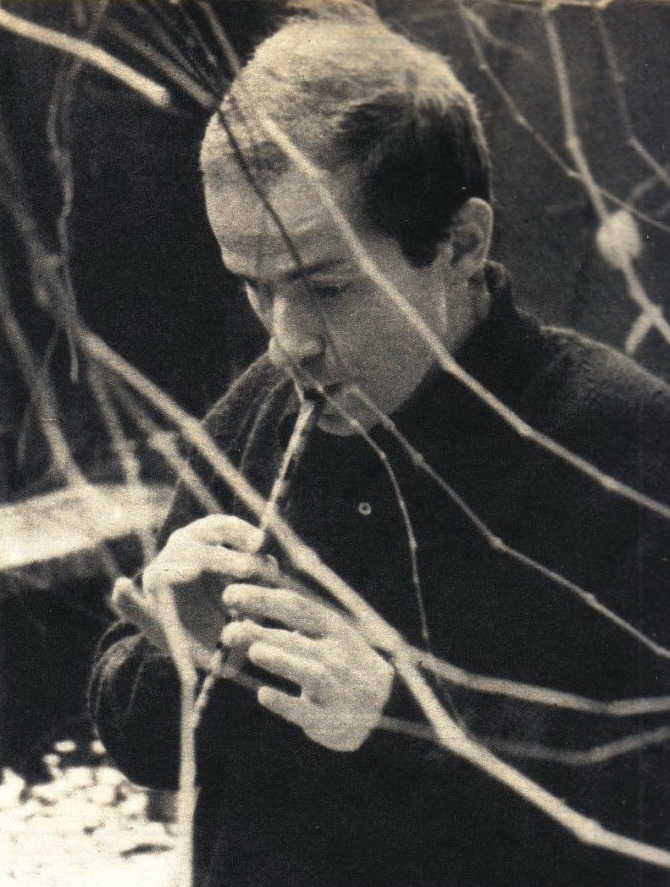
Gino Paoli nel 1960

### Album in studio
- 1961 - Gino Paoli (Dischi Ricordi, MRL 6006)
- 1962 - Le cose dell'amore (Dischi Ricordi, MRL 6025)
- 1964 - Basta chiudere gli occhi (RCA Italiana, PML 10375)
- 1966 - Le canzoni per Emmeti (con Lea Massari)
- 1967 - Gino Paoli and The Casuals (CBS, 52437; solo lato A, il lato B contiene brani del gruppo The Casuals)
- 1971 - Le due facce dell'amore (Durium, msAI 77275)
- 1971 - Rileggendo vecchie lettere d'amore (Durium, msAI 77291)
- 1971 - L'altra faccia di Gino Paoli (CGD, FG 5097)
- 1972 - Amare per vivere (Durium, msAI 77309)
- 1974 - I semafori rossi non sono Dio (Durium)
- 1975 - Ciao, salutime un po' Zena (Durium; in dialetto genovese)
- 1977 - Il mio mestiere (Durium, msAI 77384/77385)
- 1980 - Ha tutte le carte in regola (RCA Italiana)
- 1984 - Averti addosso (Five Records)
- 1984 - La luna e il Sig. Hyde (Five Records)
- 1986 - Cosa farò da grande (Five Records)
- 1988 - L'ufficio delle cose perdute (Dischi Ricordi)
- 1991 - Matto come un gatto (WEA)
- 1992 - Senza contorno solo... per un'ora (WEA)
- 1994 - King Kong Paoli (WEA)
- 1995 - Amori dispari (WEA)
- 1996 - Appropriazione indebita (Fonit Cetra)
- 1998 - Pomodori (Fonit Cetra)
- 2002 - Se
- 2004 - Ti ricordi? No non mi ricordo (con Ornella Vanoni)
- 2009 - Storie
- 2012 - Due come noi che... (Gino Paoli e Danilo Rea)
- 2013 - Napoli con amore
- 2017 - 3
- 2019 - Appunti di un lungo viaggio
- 2021 - Groovin' with Paoli con i Funkoff (Parco della Musica Records)

### EP
- 1960 - Io vivo nella luna (Dischi Ricordi, ERL 163)

### Album dal vivo
- 1965 - Gino Paoli allo Studio A
- 1985 - Insieme (con Ornella Vanoni)
- 1989 - Gino Paoli '89 dal vivo
- 2001 - Gino Paoli Live @ RTSI (live 1980)
- 2005 - Vanoni Paoli Live (con Ornella Vanoni)
- 2007 - Milestones: Un incontro in jazz
- 2011 - Un Incontro In Jazz (con Flavio Boltro, Danilo Rea, Rosario Bonaccorso, Roberto Gatto)
- 2012 - Umberto Bindi, Sergio Endrigo, Bruno Lauzi e Gino Paoli – L'unica volta insieme, CD, Halidon (live 1978)

### Singoli
- 1959 - La tua mano/Chiudi (Dischi Ricordi, SRL 10.047)
- 1959 - Dormi/Non occupatemi il telefono (Dischi Ricordi, SRL 10.048)
- 1959 - La notte/Per te (Dischi Ricordi, SRL 10.074)
- 1959 - Dedicato a te/Senza parole (Dischi Ricordi, SRL 10.075)
- 1960 - La gatta/Io vivo nella luna (Dischi Ricordi, SRL 10.114)
- 1960 - Co-eds/Maschere (Dischi Ricordi, SRL 10.115)
- 1960 - Il cielo in una stanza/Però ti voglio bene (Dischi Ricordi, SRL 10.116)
- 1960 - Grazie/Volevo averti per me (Dischi Ricordi, SRL 10.130)
- 1960 - Sassi/Maschere (Dischi Ricordi, SRL 10.161)
- 1961 - Un uomo vivo/In un caffè (Dischi Ricordi, SRL 10.177)
- 1961 - Gli innamorati sono sempre soli/Senza fine (Dischi Ricordi, SRL 10.197)
- 1961 - Un delitto perfetto d'amore/Me in tutto il mondo (Dischi Ricordi, SRL 10.208)
- 1961 - Un vecchio bambino/Tu prima o poi (Dischi Ricordi, SRL 10.209)
- 1962 - Le cose dell'amore/Due poveri amanti (Dischi Ricordi, SRL 10.256)
- 1962 - Devi sapere/Non andare via (Dischi Ricordi, SRL 10.260)
- 1962 - Una di quelle/Anche se (Dischi Ricordi, SRL 10.291)
- 1963 - Basta chiudere gli occhi/Domani (RCA Italiana, PM45 3181)
- 1963 - Sapore di sale/La nostra casa (RCA Italiana, PM45-3204)
- 1963 - Che cosa c'è/Sarà così (RCA Italiana, PM45-3234)
- 1964 - Ieri ho incontrato mia madre/Ricordati (RCA Italiana, PM45-3244)
- 1964 - Vivere ancora/Ricordati (RCA Italiana, PM45-3274)
- 1964 - Lei sta con te/Vivere ancora (RCA Italiana, PM45-3284)
- 1965 - Prima di vederti/Sarà lo stesso (RCA Italiana, PM45-3304)
- 1965 - Rimpiangerai rimpiangerai/Il poeta (RCA Italiana, PM45-3310)
- 1965 - Un uomo che vale/Sempre (CGD, N 9603)
- 1966 - La carta vincente/La vita è un valzer (CGD, N 9607)
- 1966 - A che cosa ti serve amare/Due ombre lunghe (CGD, N 9611)
- 1967 - Il mondo in tasca/Io che sarei (CGD, N 9655)
- 1968 - Se Dio ti dà/Dormi (Durium, CN A 9271)
- 1968 - I giorni senza te/La vita è come un ring (Durium, CN A 9286)
- 1969 - Come si fa/Monique (Durium, CN A 9305)
- 1969 - Albergo a ore/Il tuo viso di sole (Durium, CN A 9314)
- 1970 - Un po' di pena/Accade così (Durium, CN A 9324)
- 1971 - Mamma mia/Con chi fai l'amore Mimì (Durium, Ld A 7735)
- 1971 - Invece no/Addio (Durium, Ld A 7751)
- 1972 - Non si vive in silenzio/Amare per vivere (Durium, Ld A 7754)
- 1972 - Col tempo/Una canzone buttata via (Durium, Ld A 7783)
- 1973 - Donna di balera/Bozzoliana (Durium, Ld A 7795)
- 1973 - Un amore di seconda mano/Amare inutilmente (Durium, Ld A 7808)
- 1974 - Nonostante tutto/La donna che amo (Durium, Ld A 7859)
- 1974 - Il manichino/Chopin (Durium, Ld A 7865)
- 1975 - La ragazza senza nome/È facile amarti (Durium, Ld A 7882)
- 1976 - Indolence/Quando ti amo (Durium, Ld A 7942)
- 1977 - 67 parole d'amore/Madama Malinconia (Durium, Ld A 7981)
- 1981 - Tu no/Livorno (RCA Italiana, PB 6533)
- 1981 - Camminando e cercando/Zena (WEP, W 79459)
- 1984 - Una lunga storia d'amore/I cinque sensi (Five Record, FM 13065)
- 1985 - Ti lascio una canzone/Coppi (Five Record, FM 13102)
- 1986 - Da lontano/Tema di Anna (Five Record, FM 13145)
- 1992 - La bella e la bestia (Wea)

### Raccolte
- 1974 - Una sera con Gino Paoli (Dischi Ricordi, SMRL 6125)
- 1975 - Gino Paoli
- 1976 - Le canzoni di Gino Paoli (antologia 1963-1965) (RCA Lineatre)
- 1978 - La ragazza senza nome
- 1982 - Gino Paoli
- 1983 - Gino Paoli
- 1984 - Gino Paoli
- 1985 - Gino Paoli
- 1986 - I grandi successi di Gino Paoli
- 1986 - Il grande Gino Paoli
- 1986 - L'oro di Gino Paoli (triplo LP, antologia anni '70)
- 1988 - Sempre (antologia 1984-1986) (Five Records)
- 1988 - Musica e parole - Gino Paoli
- 1991 - C'era una volta una gatta... (antologia dei periodi Ricordi e Durium) (Fonit Cetra, TLPX 293)
- 1994 - I successi di Gino Paoli
- 1998 - Gino Paoli - Le origini
- 2000 - Per una storia
- 2001 - Per una storia 2001 (in allegato a TV Sorrisi e Canzoni)
- 2001 - I grandi successi originali
- 2001 - I miti musica: Gino Paoli
- 2001 - Una sera con... Gino Paoli
- 2002 - White Collection
- 2004 - Una lunga storia
- 2005 - Emmeti e altre storie
- 2005 - Sapore di sale
- 2006 - Canzoni da ricordare (triplo CD)
- 2009 - Senza fine

## Partecipazioni al Festival di Sanremo
| Edizione                 | Brano                        | Autore                   | Categoria | Posizione     | Premi                              | Duettante e/o brano omaggio  |
| ------------------------ | ---------------------------- | ------------------------ | --------- | ------------- | ---------------------------------- | ---------------------------- |
| Festival di Sanremo 1961 | Un uomo vivo                 | Gino Paoli               | Cantanti  | 10º           | -                                  | Tony Dallara (abbinamento)   |
| Festival di Sanremo 1964 | Ieri ho incontrato mia madre | Gino Paoli               | Cantanti  | 2º            | -                                  | Antonio Prieto (abbinamento) |
| Festival di Sanremo 1966 | La carta vincente            | Gino Paoli               | Cantanti  | Non finalista | -                                  | Ricardo (abbinamento)        |
| Festival di Sanremo 1989 | Questa volta no              | Gino Paoli e Paola Penzo | Campioni  | 13º           | -                                  | -                            |
| Festival di Sanremo 2002 | Un altro amore               | Gino Paoli               | Campioni  | 3º            | Premio Volare per il miglior testo | -                            |

## Filmografia

### Cinema
- Sapore di mare 2 - Un anno dopo, regia di Bruno Cortini (1983) — cameo

### Documentari
- Una canzone per il paradiso, regia di Nicola Di Francescantonio (2013)
- La nuova scuola genovese, regia di Yuri Dellacasa e Paolo Fossati (2022)[16]

## Libri
- Cosa farò da grande. I miei primi 90 anni. Con Daniele Bresciani (Bompiani, 2023)

## Riconoscimenti
Gino Paoli riceve nel 1974 il Premio Tenco e, sempre dal Club Tenco, viene insignito della Targa Tenco nel 1984 per la canzone Averti addosso.
Nel 1978 la sua canzone Il cielo in una stanza riarrangiata ed interpretata da Franco Simone vince la Gondola d'Oro di Venezia.
Nel 2002, con la canzone Un altro amore, viene premiato al Festival di Sanremo per il "Miglior testo".
Nel 2004, sempre a Sanremo, gli viene consegnato il "Premio alla carriera".
"Fatti di Musica", la rassegna del miglior live d'autore diretta da Ruggero Pegna, gli attribuisce nel 2005 il "Riccio d'Argento" nella categoria riservata ai "Migliori Autori Italiani", premiando anche come "Miglior Live Teatrale dell'anno" il concerto con Ornella Vanoni.

## Cover
- 1999 - Il cielo in una stanza, dall'album Girasole di Giorgia
- 2002 - Il cielo in una stanza, dall'album Quelqu'un m'a dit di Carla Bruni
- 2009 - Il cielo in una stanza, dall'EP Noemi di Noemi
- 2009 - Il cielo in una stanza, dall'album Italian Songbook Volume 1 di Morgan
- 2010 - Il cielo in una stanza, dall'album Mondo Cane di Mike Patton
- 2014 - Senza fine, dall'album A ritrovar bellezza di Diodato
- 2021 - Il cielo in una stanza, singolo della Rock Band Magenta#9